# Izabela Jagiellonka
Izabela Jagiellonka, węg. Izabella királyné (ur. 18 stycznia 1519, zm. 15 września 1559) – królewna polska i księżniczka litewska, jako żona Jana Zápolyi (1539–1540) królowa Węgier, następnie królowa-regentka Węgier w imieniu małoletniego syna (1540–1551). Po zrzeczeniu się praw do korony węgierskiej w latach 1551–1556 nominalna księżna na Ziębicach i Ząbkowicach oraz pani Opola w imieniu swego syna, Jana Zygmunta. Od 1556 do śmierci ponownie królowa Węgier (de facto tylko części wschodniej), sprawująca realną władzę w imieniu syna. Córka Zygmunta Starego, króla Polski, i Bony Sforzy, księżniczki mediolańskiej i baryjskiej.

## Dzieciństwo i młodość
Urodziła się w Krakowie 18 stycznia 1519, około godziny 22.00, jako pierwsze dziecko pary królewskiej. Nazwano ją na cześć jej babki, księżnej Bari, Izabeli Aragońskiej. Wyrosła na dworze królewskim swojego ojca. Jej matka, z pochodzenia Włoszka, nauczyła ją języka włoskiego i wychowała w duchu kultury renesansowej. Jako ulubienica królowej Bony Izabela odebrała wraz z bratem Zygmuntem Augustem staranne wykształcenie. Posługiwała się czterema językami: polskim, włoskim, łaciną i niemieckim. Dzieciństwo spędziła w Krakowie i Litwie, gdzie kilka lat przebywała z bratem i rodzicami.

### Plany matrymonialne
Małżeństwo Izabeli (w odróżnieniu od losu młodszych córek Bony: Zofii, Anny i Katarzyny) było dla polskiej królowej sprawą najwyższej wagi. Pierwsze projekty małżeńskie wiązały się z planowanym sojuszem polsko-francuskim, który miał być wymierzony przeciw Habsburgom. Poselstwo francuskie w Polsce sondowało w 1523 możliwość przyszłego mariażu między Izabelą a Henrykiem, młodszym synem ówczesnego króla Francji, Franciszka I. Obydwoje mieli wówczas zaledwie 4 lata, a małżeństwo miałoby charakter czysto polityczny: Henryk otrzymał od ojca tytuł księcia Mediolanu, jako że Franciszek I zgłaszał do tego państwa pretensje. Izabela natomiast będąc po matce najstarszą wnuczką prawowitego księcia Mediolanu wzmocniłaby francuskie roszczenia do tego tytułu. Podpisane wiosną 1524 umowy małżeńskie między Jagiellonami a Walezjuszami nie doszły do skutku z powodu zmiany układu sił politycznych po wielkiej klęsce Francuzów w bitwie pod Pawią (25 lutego 1525). Podobnie nieskuteczne były swaty babki i imienniczki królewny – Izabeli Aragońskiej, która chciała wydać wnuczkę za jednego z kuzynów jej zmarłego męża – Franciszka Sforzę. Został on w 1521 osadzony na tronie Mediolanu przez Habsburgów. Niepewna sytuacja słabego księcia nie zachęcała jednak Zygmunta Starego do tego mariażu. Sama Bona natomiast spośród włoskich książąt na męża dla Izabeli proponowała Fryderyka Gonzagę, od 1530 księcia Mantui. Sam zainteresowany, prawdopodobnie pod wpływem dyplomacji habsburskiej, dokonał innego wyboru. Królowa Bona – choć niechętna Habsburgom – mogła też widzieć dobrze ożenek Izabeli z którymś z książąt austriackich. Byłby to na pewno prestiżowy dla Izabeli i całej rodziny mariaż. Habsburgowie jednak nie byli zainteresowani tego typu układem. Rozpoczęli natomiast starania o zaaranżowanie małżeństwa Jagiellonki z Domem Sabaudzkim. Powodem zainteresowania cesarza Karola V i jego brata Ferdynanda z Habsburgów ożenkiem polskiej królewny było pojawienie się wśród kandydatów do ręki Izabeli Jana Zápolyi, narodowego króla Węgier, który walczył o tron węgierski właśnie z Habsburgami.

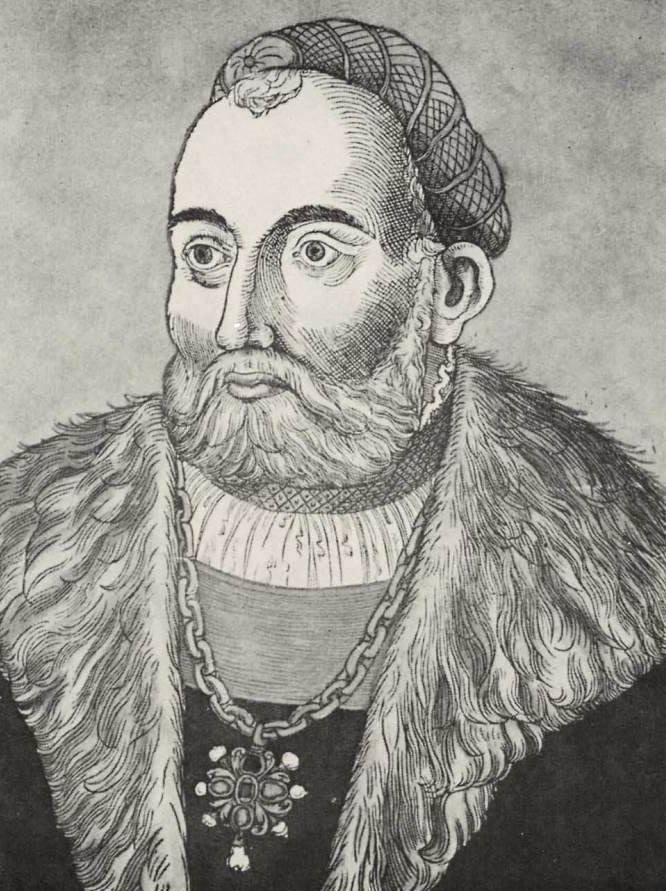
Jan Zápolya, mąż Izabeli i narodowy król Węgier

## Małżeństwo z Janem Zápolyą (1539–1540)
Jan Zápolya, od 1526 król Węgier, rozpoczął starania o rękę Izabeli już na początku lat 30. XVI wieku. Ożenek ten miał przypieczętować sojusz polsko-węgierski, który Zápolya miał nadzieję utworzyć walcząc przeciw Habsburgom. Już wcześniej, za panowania Jagiellonów czesko-węgierskich Zápolya wydał za Zygmunta Starego swą siostrę, Barbarę (1512). Teraz chciał ponownie zacieśnić stosunki między Węgrami a Polską. Król Zygmunt był jednak niechętny temu małżeństwu z dwóch powodów: po pierwsze nie chciał wysyłać córki do kraju ogarniętego wojną, po drugie nie chciał otwarcie sprzeciwić się polityce Habsburgów. Uparte starania króla Jana zakończyły się sukcesem dopiero po kilku latach. Zygmunt wyraził zgodę na małżeństwo, pod warunkiem, że między Ferdynandem Habsburgiem a Zápolyą dojdzie do podpisania pokoju. Stało się to w 1538, kiedy to zatwierdzono układ w Wielkim Waradynie. Na jego mocy Węgry zostały podzielone między Jana i Ferdynanda. Jan zachował dożywotni tytuł króla Węgier, ale jego następcą miał być Ferdynand i jego spadkobiercy. Tak więc ewentualni przyszli potomkowie Izabeli i Jana nie mieli praw do korony, w zamian mieli otrzymać odszkodowanie pieniężne, tytuł książęcy i dobra na Spiszu. Po pokonaniu tych przeszkód 23 lutego 1539 Izabela została żoną Jana Zapolyi i tym samym królową Węgier. Mimo że małżonek Izabeli był od niej starszy o 32 lata, to kilka miesięcy po ślubie Izabela zaszła w ciążę. 7 lipca 1540 urodziła w Budzie syna, któremu nadano imiona na cześć ojca i dziadka – Jan Zygmunt. Król, który od kilku miesięcy przebywał w Siedmiogrodzie był w ciężkim stanie – w maju doznał udaru mózgu i miał niedowład lewej połowy ciała. Izabeli – ze względu na zaawansowaną ciążę nie przekazano złych wieści na temat zdrowia męża. Natomiast królowi wkrótce doniesiono o narodzinach syna. Jan zarządził uroczystości, w których wziął czynny udział. Spowodowało to nagłe pogorszenie się jego stanu i wkrótce – śmierć króla (22 lipca 1540).

### Królowa wdowa
Śmierć króla Jana była dla młodej Jagiellonki ciosem. Małżeństwo trwało zaledwie półtora roku i Izabela nie zdążyła jeszcze zdobyć na Węgrzech żadnej pozycji. Jej syn miał dopiero dwa tygodnie i według postanowień układu wielkowaradyńskiego ani ona ani mały Jan Zygmunt nie mieli prawa do korony węgierskiej. Wypełnienie postanowień traktatu okazało się jednak bardzo trudne dla każdej ze stron. Ferdynand Habsburg nie miał ani środków, ani ziem, by wypełnić ze swej strony zobowiązania wobec Izabeli. Królowa-wdowa nie mogła natomiast po prostu opuścić Węgier zostając postawioną przed faktami dokonanymi, gdy nastrojona antyhabsbursko szlachta na zgromadzeniu narodowym w Rákos wybrała na kolejnego króla jej syna jako Jana II Zygmunta. Od tej pory Izabela rozpoczęła walkę o dziedzictwo swego męża, które chciała przekazać swemu jedynemu synowi. Musiała jednak liczyć się z silniejszymi od siebie politykami: arcyksięciem Ferdynandem, sułtanem tureckim Sulejmanem Wspaniałym, a na Węgrzech z wpływowym mnichem, biskupem Wielkiego Waradynu i głównym doradcą zmarłego króla – Jerzym Utiešenoviciem.

## W cieniu Utiešenovicia (1540–1551)
W latach 1540–1551 Izabela była formalną regentką Węgier w imieniu Jana Zygmunta, obranego, ale niekoronowanego króla Węgier. Władza Izabeli była w tym czasie jednak mocno ograniczona, zarówno terytorialnie, jak i przedmiotowo. Po pierwsze zachodnią część kraju kontrolował Ferdynand Habsburg – w świetle postanowień zjazdu wiedeńskiego z 1515 oraz układu wielkowaradyńskiego z 1538 prawowity król Węgier. Po drugie pretensje do zwierzchnictwa nad dziedzictwem Zápolyów i całymi Węgrami podnosił Sulejman Wspaniały, który uważał zmarłego króla Jana za swego lennika. Po trzecie władzę Izabeli ograniczał współregent królestwa i najbardziej utalentowany z ministrów Jana – Jerzy Utiešenović. Izabela miała w chwili śmierci męża dopiero 21 lat i niewielkie doświadczenie polityczne. Mający silne zaplecze polityczne Utiešenović wysunął się na pierwszy plan zmuszając młodą królową do uznania jego władzy. Izabela jednak nigdy do końca nie poddała się jego dyktatowi i podjęła wkrótce walkę o władzę.

### Podział i upadek Węgier

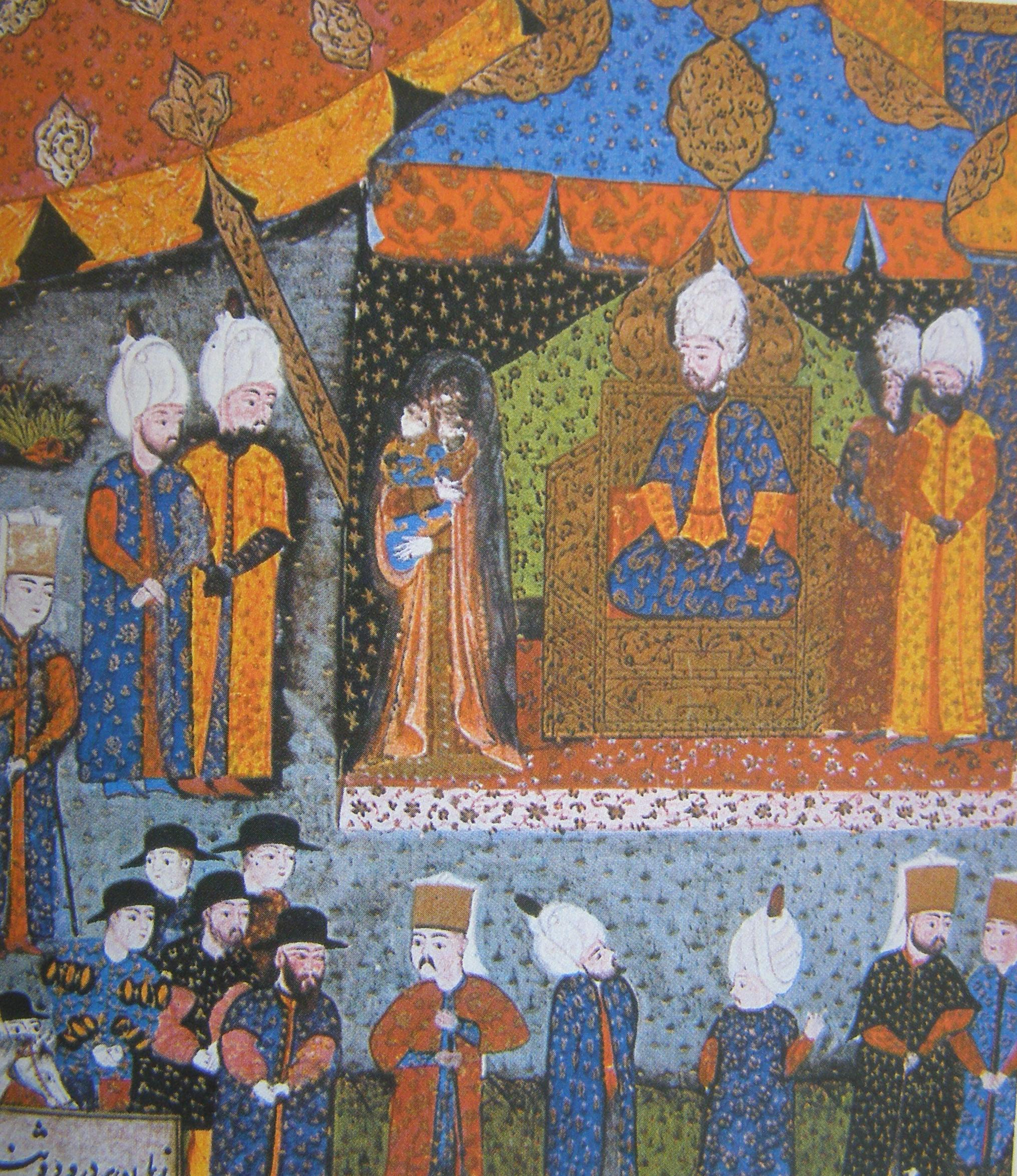
Królowa Izabela z małym Janem Zygmuntem przed sułtanem Sulejmanem Wspaniałym w Budzie w 1541 roku

Pierwszym problemem jaki stanął naprzeciw królowej i Utiešenovicia było ułożenie stosunków z Ferdynandem. Przysłanych do Budy posłów austriackich Izabela zapewniała o swej dobrej woli i chęci wypełnienia postanowień układu z 1538. W tym samym czasie jednak posłała posłów do ojca, króla Polski o radę i wsparcie. Jednak Zygmunt Stary, który w polityce kierował się niezwykłym dla władców kodeksem etycznym uważał, że nie może wesprzeć bezprawia jakim było ogłoszenie Jana Zygmunta królem – wbrew umowie z Habsburgami. Z drugiej strony ojciec Izabeli nie uczynił nic przeciw Ferdynandowi, który wcale nie miał zamiaru wypełniać swoich zobowiązań wobec młodej wdowy i jej syna. Polityka dworu polskiego wobec Węgier stała się przedmiotem krytyki na sejmie 1542. Uważa się, że niezwykle ostrożna i zachowawcza postawa Zygmunta wobec sprawy Zápolyów była po części rezultatem wieku króla, który w tym czasie miał już 73 lata. Pomimo pozytywnego dla Izabeli poselstwa polskiego w Stambule, które miało wyjednać u Sulejmana przyjaźń turecką dla młodego Zápolyi, król Zygmunt wezwał wkrótce córkę do opuszczenia Węgier. Izabela postanowiła jednak nie opuszczać stolicy Węgier, nie pozwolił jej na to również Utiešenović. Wbrew nawoływaniom króla polskiego do pokoju, wkrótce na Węgry uderzyła armia Habsburgów. W październiku 1540 siły Ferdynanda stanęły pod Budą, sytuacja Zápolyów stała się trudna i Izabela była gotowa poddać się Ferdynandowi. Inicjatywę przejął wówczas Utiešenović, który zatrzymał królową w areszcie domowym nie pozwalając na pertraktacje z Habsburgiem i wezwał do pomocy wojska Osmanów. Turcy pokonali wkrótce Austriaków, jednak dla Węgier nie był to sukces: armia turecka zajęła stolicę wraz z centralną częścią kraju (sierpień 1541). Malutki syn królowej został zabrany do obozu tureckiego, gdzie pokazano go samemu sułtanowi. Izabela musiała udać się z synem do Siedmiogrodu, który wraz z nadcisańską częścią Węgier i wschodnią Słowacją (ówcześnie Górnymi Węgrami) miał być odtąd krajem lennym wobec Porty Osmańskiej.

### Pobyt w Siedmiogrodzie

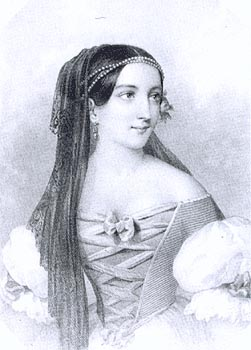
XIX-wieczne wyobrażenie Izabeli Jagiellonki w narodowym stroju węgierskim

Podział Węgier dokonany w 1541 okazał się trwały i granice wtedy ustalone miały – z niewielkimi zmianami – utrzymać się przez następne 150 lat. Węgry jakie podlegały formalnej władzy Izabeli miały stać się w przyszłości Księstwem Siedmiogrodu. Jednak za życia Izabeli była ona, podobnie jak jej syn, wciąż tytułowani władcami Węgier. Zwycięstwo tureckie pod Budą uczyniło Turcję najważniejszą siłą na Węgrzech. Polityka królowej i Utiešenovicia nadal jednak musiała polegać na lawirowaniu pomiędzy Habsburgami a sułtanem. W pierwszych latach pobytu w Siedmiogrodzie Izabela dążyła do porozumienia z Ferdynandem i wyrażała chęć opuszczenia niegościnnej i ubogiej w jej mniemaniu krainy. Mimo zawiłych pertraktacji i podpisania wstępnych porozumień do ostatecznej ugody nie doszło. Powodem był zarówno brak zaufania Izabeli co do intencji Habsburgów, jak i rady płynące od najważniejszych dla królowej osób. Zarówno królowa Bona, jak i sam Utiešenović odwodzili ją od tej decyzji. Także osobisty list sułtanki Roksolany, żony Sulejmana, skierowany do Izabeli był niecodziennym, ale równie ważnym argumentem za decyzją pozostania w nowym władztwie.

### Wojna domowa (1549–1551)
Z czasem jednak rosnący despotyzm biskupa Waradynu doprowadził do wojny domowej między Izabelą a jej politycznym protektorem. W walce tej Jagiellonka usiłowała oprzeć się na pomocy sułtańskiej, zwłaszcza gdy Utiešenović coraz otwarciej wspierał pretensje Ferdynanda Habsburga. Zwrot w polityce biskupa był wynikiem rosnącego nacisku tureckiego na Węgry. Utiešenović postanowił poddać Siedmiogród Ferdynandowi, pozbyć się królowej i rządzić krajem samodzielnie w imieniu dalekiego Habsburga (traktat w Nyírbátor, 1549). Izabela ze swej strony nie pozostała dłużna: wysyłała kolejne poselstwa do Stambułu, których zadaniem było zdyskredytowanie mnicha w oczach Sulejmana. Wreszcie sułtan na wieść o traktacie z Ferdynandem postanowił działać i rozkazał przygranicznym siłom interweniować w Siedmiogrodzie na rzecz królowej. Zanim nastąpiła interwencja wybuchła między Izabelą a biskupem Jerzym otwarta wojna (wrzesień 1550). Utiešenović był w tej walce górą: obległ królową w Gyulafehérvár i zmusił do porozumienia (13 października 1550), a następnie rozbił posiłki mołdawskie i tureckie (grudzień 1550). Mnich nie odważył się jednak podnieść ręki na królową. Gdy więc udał się na rokowania z Ferdynandem, Izabela zwołała pospiesznie sejm gdzie ogłosiła biskupa zdrajcą i usiłowała przeprowadzić koronację syna. Utiešenović wrócił jednak z wojskiem na czas, by pokrzyżować plany królowej. Sejm się rozjechał, a Jagiellonka została zmuszona do podpisania ugody z Ferdynandem i wydania węgierskich insygniów koronacyjnych (19 lipca 1551).

## Wygnanie (1551–1556)
Według postanowień porozumienia zawartego z Ferdynandem Izabela zrzekła się praw do korony w imieniu swoim i swego syna. Jan Zygmunt miał otrzymać tytułem rekompensaty księstwo opolskie wraz z godnością księcia Rzeszy z rocznym dochodem 25 tys. florenów, a w razie zbyt niskich dochodów z księstwa Ferdynand miał przekazać ziemie wyrównujące dochody do podanej kwoty. Izabela w zamian za pozostawione na Węgrzech majątki miała otrzymać Księstwo Ziębickie i Ząbkowice i 100 tys. florenów tytułem wyrównania różnicy między pozostawionymi a otrzymanymi majątkami. Do czasu przekazania księstw (Boże Narodzenie 1551) miała ex-królowa zatrzymać się w Koszycach, otrzymując tam stosowne dochody na swoje utrzymanie.

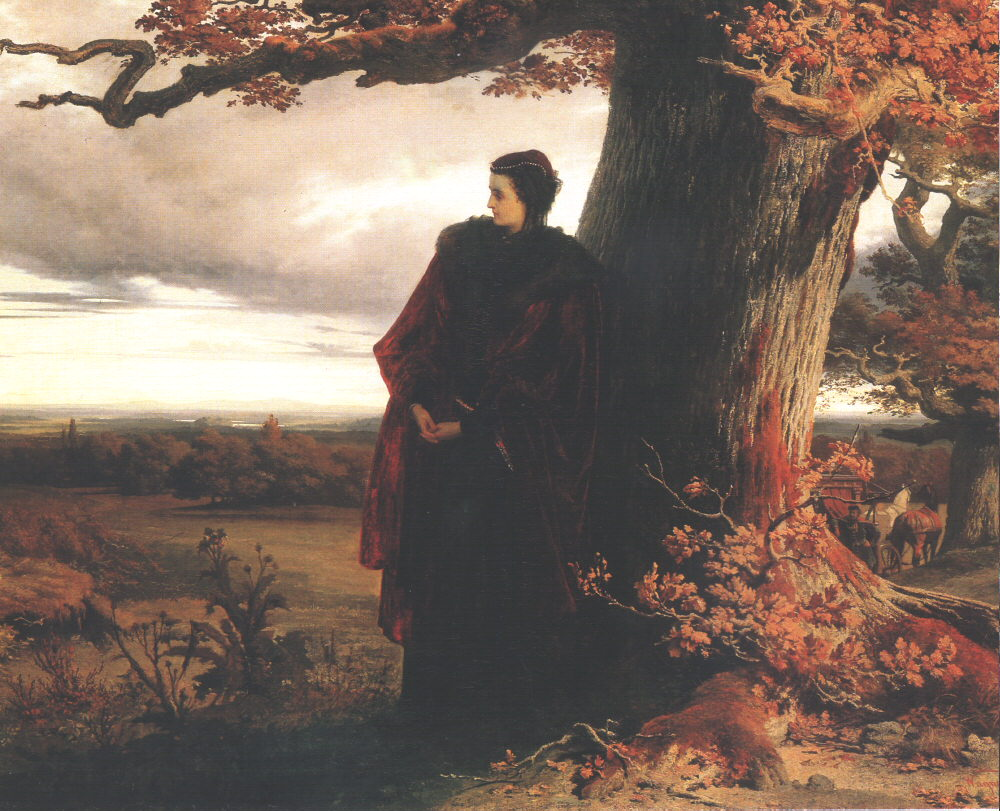
„Izabela Zápolya żegna Siedmiogród” – obraz Sándora Wagnera. (1863)

Kolejnych lat Izabela nie spędziła jednak na Śląsku, a w Polsce. Przyczyną tego stanu rzeczy było niewywiązanie się przez Ferdynanda z umowy z królową. Księstwo opolskie okazało się zrujnowane, po wcześniejszych rządach Hohenzollernów, którym Ferdynand przekazał je na 20 lat w zamian za pożyczkę. Nie było tam nawet rezydencji mogącej przyjąć dwór Jagiellonki. Podobnie było w Ziębicach i Ząbkowicach. Habsburg nie miał natomiast pieniędzy, by wypłacić umówione odszkodowania w gotówce. Izabela spędziła więc następne lata wraz z synem w Polsce, gdzie na jej potrzeby jej brat – od 1548 nowy król Polski – Zygmunt August, przekazał dochody kilku starostw (od matki dostała natomiast bogate starostwo samborskie). W tym czasie prowadzone były za polskim pośrednictwem ciągłe i jałowe rokowania między Izabelą a Ferdynandem. Habsburg łudził obietnicami zwrotu obiecanych sum, Jagiellonka zaś zarzekała się, jakoby szykowała swój powrót do Siedmiogrodu. Tymczasem władza habsburska w Siedmiogrodzie była krucha. Dwulicowego Utiešenovicia Ferdynand kazał szybko usunąć, jako zbyt niezależnego i zbyt ambitnego polityka (16 grudnia 1551). Nie poprawiło to jednak pozycji Austriaków, przeciw władzy których było zarówno wielu spośród mieszkańców krainy, jak i przede wszystkim sułtan turecki. Izabela propozycję powrotu otrzymała już w połowie 1552. Jednak wcześniej chciała przygotować grunt pod udany powrót i udowodnić ówczesnej opinii publicznej, że to Ferdynand nie wypełnił swojej części umowy. Nie było to trudne, zważywszy, że Habsburg nie chciał przekazać jej pieniędzy w obawie, by nie użyła ich przeciw niemu w Siedmiogrodzie.
Pomimo przebywania poza księstwem opolskim, wykazywała zainteresowanie jego sprawami. Wywarła wpływ na obsadę proboszcza kościoła w Prudniku i pośrednio wsparła tamtejszych luteran.

## Odzyskanie Siedmiogrodu (1556–1559)
29 lutego 1556 Izabela przybyła do Lwowa, oficjalnie by doglądać swoich dóbr – w praktyce by być bliżej Węgier. Tu dowiedziała się o postanowieniach sejmu siedmiogrodzkiego, który zwołany 2 lutego w Tordzie postanowił wezwać Jagiellonkę i jej syna do Siedmiogrodu, by oddać im władzę nad krajem. 12 marca natomiast sejm zebrany w Szászsebes uchwalił wypowiedzenie posłuszeństwa Ferdynandowi i wybrał dawnego stronnika królowej Piotra Petrovicsa na namiestnika młodego króla. Wybuchły walki między stronnikami Habsburgów i Zápolyów. Ci drudzy, wspierani przez wojska mołdawskie i wołoskie, szybko opanowali cały kraj. Wobec faktów dokonanych Ferdynand postanowił zrzec się Siedmiogrodu, nie chcąc wszczynać wojny z Turcją, która wspierała powrót królowej. Izabela opuściła Lwów 23 września, a miesiąc później przybyła do Kolozsváru. Na ziemi siedmiogrodzkiej witał ją przyszły książę tego kraju, jak i przyszły król polski, młody wówczas możnowładca Stefan Batory.
Obradujący w Kolozsvárze sejm oddał Izabeli pełnię władzy regencyjnej na lat pięć. Było to posunięcie dość nietypowe, jeśli zwróci się uwagę na fakt, że Jan Zygmunt – właściwy władca i dziedzic korony – miał już ukończone 16 lat i w tym wieku mógł być uznany za pełnoletniego. Sejm przyznał królowej również sporo posiadłości skonfiskowanych od zwolenników Habsburgów. Władza Izabeli, jakkolwiek silniejsza niż przed wygnaniem, nie obejmowała już tak rozległego terytorium. Ziemie nad Cisą zajęli bowiem po 1551 Turcy. W ręku Jagiellonki pozostał już tylko Siedmiogród, o wschodnią Słowację i część Węgier przyszło walczyć z Ferdynandem. Udało jej się odzyskać Tokaj (koniec 1556), Chust (styczeń 1557), Wielki Waradyn (maj 1557). Habsburgowie zatrzymali jednak w swych rękach Koszyce.

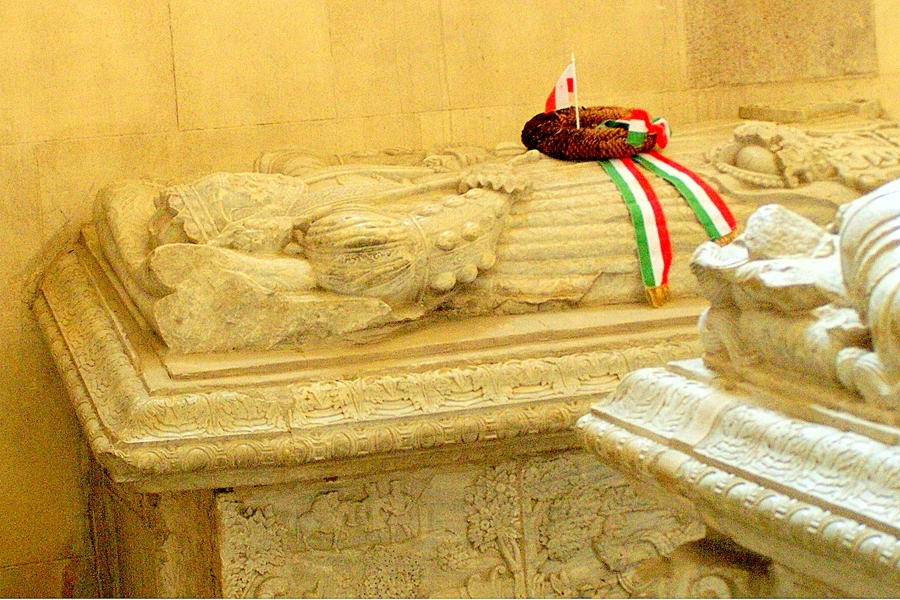
Grobowiec Izabeli Jagiellonki w Katedrze św. Michała w Alba Iulia (Rumunia)

### Ostatnie lata i śmierć
Osobiste rządy Izabeli cechowała tolerancja religijna, której wymagała złożona sytuacja wyznaniowa Siedmiogrodu. Głównymi problemami królowej stały się bunty Sasów siedmiogrodzkich, którzy sprzyjali Habsburgom. Także niektórzy magnaci spiskowali przeciw królowej. Kilku z nich zostało okrutnie zamordowanych późnym latem 1558. Królowa została oskarżona o to polityczne morderstwo, choć nie wydaje się aby wydała bezpośredni rozkaz usunięcia opozycjonistów. Tymczasem wciąż toczyły się walki z Habsburgami o tereny położone nad górną Cisą. Jesienią 1558 połączone wojska turecko-siedmiogrodzkie zostały pokonane przez Habsburgów nad rzeką Sajó. Po tej klęsce Izabela utraciła nadzieję na odzyskanie ziem na Słowacji i ze względu na pogarszający się stan zdrowia podjęła rokowania pokojowe z Ferdynandem, ówcześnie już cesarzem rzymskim. Pokój nie został jednak zawarty, gdyż Izabela zmarła 15 września 1559 w Gyulafehérvár (dzisiejsza Alba Iulia w Rumunii). Władzę objął po niej Jan Zygmunt, który wkrótce zrzekł się węgierskiego tytułu królewskiego i przyjął tytuł pierwszego księcia Siedmiogrodu.

## Drzewo genealogiczne
| Kazimierz IV Jagiellończyk ur. 30 XI 1427 zm. 7 VI 1492 | Kazimierz IV Jagiellończyk ur. 30 XI 1427 zm. 7 VI 1492 |                                            |                                            | Elżbieta Rakuszanka ur. 1436 zm. 30 VIII 1505 | Elżbieta Rakuszanka ur. 1436 zm. 30 VIII 1505 |  |  | Gian Galleazzo Sforza ur. 20 VI 1469 zm. 21 X 1494 | Gian Galleazzo Sforza ur. 20 VI 1469 zm. 21 X 1494 |                                          |                                          | Izabela Aragońska ur. 2 X 1470 zm. 1 II 1524 | Izabela Aragońska ur. 2 X 1470 zm. 1 II 1524 |
|                                                         |                                                         |                                            |                                            |                                               |                                               |  |  |                                                    |                                                    |                                          |                                          |                                              |                                              |
|                                                         |                                                         |                                            |                                            |                                               |                                               |  |  |                                                    |                                                    |                                          |                                          |                                              |                                              |
|                                                         |                                                         | Zygmunt I Stary ur. 1 I 1467 zm. 1 IV 1548 | Zygmunt I Stary ur. 1 I 1467 zm. 1 IV 1548 |                                               |                                               |  |  |                                                    |                                                    | Bona Sforza ur. 2 II 1494 zm. 19 XI 1557 | Bona Sforza ur. 2 II 1494 zm. 19 XI 1557 |                                              |                                              |
|                                                         |                                                         |                                            |                                            |                                               |                                               |  |  |                                                    |                                                    |                                          |                                          |                                              |                                              |
|                                                         |                                                         |                                            |                                            |                                               |                                               |  |  |                                                    |                                                    |                                          |                                          |                                              |                                              |
|                                                         |                                                         |                                            |                                            |                                               |                                               |  |  |                                                    |                                                    |                                          |                                          |                                              |                                              |

|                                                       |  | Jan Zápolya ur. 2 II 1487 zm. 22 VII 1540 OO 23 II 1539 | Jan Zápolya ur. 2 II 1487 zm. 22 VII 1540 OO 23 II 1539 | Izabela Jagiellonka ur. 18 I 1519 zm. 15 IX 1559 | Izabela Jagiellonka ur. 18 I 1519 zm. 15 IX 1559 |  |  |  |  |
|                                                       |  |                                                         |                                                         |                                                  |                                                  |  |  |  |  |
|                                                       |  |                                                         |                                                         |                                                  |                                                  |  |  |  |  |
|                                                       |  |                                                         |                                                         |                                                  |                                                  |  |  |  |  |
| Jan II Zygmunt Zápolya ur. 7 VII 1540 zm. 14 III 1571 |  |                                                         |                                                         |                                                  |                                                  |  |  |  |  |